# Мишенин, Дмитрий Олегович
Дмитрий Олегович Мише́нин (30 апреля 1972, Ленинград) — российский публицист, колумнист, «цифровой» художник, дизайнер, писатель, основатель (в 1997 году) арт-группы Doping-pong.
Публицист и креатор, которого журнал «Профиль» в 2008 году назвал признанным идеологом нового эстетического тоталитаризма.

## Биография
Обучался в СДЮШОР Кировского района Ленинграда баскетболу.
Проект «Неоакадемизм — это садомазохизм» в 2001 году был показан в Милане:
Несмотря на то, что проект получил значительное количество положительных публикаций, в России этот проект выставлять отказались отчасти из-за явной скандальности названия, отчасти из-за неприятия концепции Отцом неоакадемизма Тимуром Новиковым, имевшим большое влияние на художественную жизнь страны в те годы.
Проект «Любовь к себе — разве это не прекрасно?» был представлен в 2001 году в Музее Фрейда.
В 2002 году Мишенин выставлялся в Санкт-Петербургском музее В. В. Набокова (проект «Демонстрация незагорелых частей тела»).
В 2020 году Мишенин курировал первую выставку полотен Виктора Цоя (в Галерее искусств KGallery), где были представлены работы из архива Наталии Разлоговой. Экспозиция убедила, что если бы музыкант не погиб в 1990 году, «он мог бы стать ещё и знаменитым художником». В публикациях, посвящённых мероприятию, отмечено, что «за полгода Цой написал семь картин, центральной темой которых стала дорога» (а ведь музыкант погиб за рулём собственного автомобиля).
15 января 2022 года в Москве в Манеже открылась выставка-байопик «Виктор Цой. Путь героя», в организации которой участие приняли Doping-Pong.
Дмитрий Мишенин стал автором концепции и куратором выставки «Виктор Цой. Путь героя». Группа Doping-Pong также выступила в качестве сокураторов отдельных залов экспозиции.
11 ноября 2022 года в Санкт-Петербурге в главном здании киностудии Ленфильм арт-группой Doping-Pong была открыта выставка «Динара Асанова. Незнакомка» в честь 80-летнего юбилея режиссёра Динары Асановой, где участники арт-группы стали кураторами мероприятия.
Летом-осенью 2023 года арт-группа Doping-Pong в том же Ленфильме курировала выставку «По волнам киномузыки Исаака Шварца» — в честь 100-летия известного советского и российского композитора Исаака Шварца.
В октябре 2024 года Дмитрий Мишенин и Doping-Pong разработали и открыли в пространстве «Севкабель Порт» байопик-выставку «Виктор Цой. Легенда». Это переработанная и дополненная версия прошедшей московской выставки «Виктор Цой. Путь героя».
В ноябре того же года арт-группа Doping-Pong курировала выставку «Мистический Кино-Петербург» в Ленфильме. На ней впервые и в единственный раз посетители могли увидеть дипломную версию известного фильма Олега Тепцова «Господин-Оформитель».

### Информационная атака на Doping-Pong
The Guardian нашла в рекламной кампании, разработанной Мишениным (в плакатах проекта «Горки-Город», 2011 год), якобы нацистскую подоплёку. В оригинальной статье участники арт-группы «Война» назвали изображения «откровенно фашистскими». Однако вскоре Василий Шумов, лидер арт-группы «Центр», впоследствии принудил написать опровержение в официальном аккаунте арт-группы «Война» о клевете в адрес арт-группы Doping Pong.
В том же 2011 году арт-группа Doping Pong оформила концерт и альбом «За Троицкого», за что продюсер Василий Шумов (лидер арт-группы «Центр») поблагодарил арт-группу в день мероприятия (10 июня). Это была дружеская акция в поддержку музыкального журналиста Артемия Троицкого с которым один из участников арт-группы — Дмитрий Мишенин работал в журнале FHM.

Портал Jewish.Ru со ссылкой на креативного директора проекта "Горки Город Дмитрия Лещинского также опроверг взаимосвязь рекламного оформления от Doping-Pong с нацистской тематикой:
Креативный директор проекта «Горки Город» Дмитрий Лещинский утверждает, что тематика кампании намного ближе к Юрию Гагарину и Константину Циолковскому, чем к Третьему рейху. Кроме того, он подчеркивает, что при разработке концепции проекта вдохновлялся античной традицией Олимпийских игр и физкультурной эстетикой Советского Союза 30-х годов.

Отдельно журналистам газеты Московский Комсомолец Дмитрий Лещинский оставил комментарий о своём выборе сотрудничества с Дмитрием Мишениным: 

Почему Мишенин? Он лучший, из известных мне авторов, умеющих связывать прошлое с будущим. Он всегда выразителен и узнаваем. Далеко не каждый художник или иллюстратор может создавать полноценные рекламные образы, Дима — один из немногих.

Все обвинения Допингпонга в симпатии к правым — бред! Бред, на уровне советской пропаганды типа: «Группы Kiss и АC/DC — воспевают фашизм» Даже объяснять нечего!

В статье журнала «Сноб» от 23 ноября 2011 года кинорежиссёр Слава Цукерман опровергнул обвинения в применении Doping-Pong так называемых «нацистских мотивов», ссылаясь на привереженность арт-группы к наследию популярных в первую половину XX века художественных стилей соц. реализма и ар-деко: 
Финальные кадры картины («Цирк» — прим.) напомнили мне свежий в памяти длившийся целые две недели российский медийный скандал. На московских улицах появились билборды, рекламирующие Олимпийскую деревню в городе Сочи. И немедленно ряд критиков и искусствоведов обрушился на авторов рекламы — арт-группу Doping-Pong — с обвинением в использовании «нацистского стиля». Так вот, крашеные последние кадры «Цирка» сразу же напомнили мне рекламный щит Doping-Pong. <…> Конечно же, и дизайнеры Голливуда, и художники Гитлера, и Дейнека — все жили в одну эпоху и все в какой-то мере работали в одном стиле ар-деко (термин, кстати, и зародившийся на Всемирной выставке в Париже, используя часть ее официального названия), а мода на старые стили периодически возвращается. Однако, это трюизм. Спорить тут абсолютно не о чем.
В публикации от 30 мая 2011 года редакция Коммерсант принесла официальное публичное извинение арт-группе Doping-Pong за искажённый перевод цитаты Дмитрия Мишенина в выпуска журнала «Коммерсант Власть» № 20, основанном на материале от британского таблойда «The Guardian»:
От редакции. Уважаемый господин Мишенин! Благодарим Вас за внимательное отношение к журналу. Приносим извинения Вам и арт-группе Doping-Pong, а также всем читателям за допущенное нами искажение смысла цитаты. В интернет-версию «Власти» необходимые исправления уже внесены.
Некоторые российские журналисты, высказались в защиту рекламы. Например, Наталия Синдеева, директор телеканала «Дождь», заявила: 
«Офигенно красивая реклама! Все обвинения — полный абсурд!»

### Публицистика
По инициативе медиа-идеолога Марины Леско работал креативным редактором ряда ведущих российский изданий: «Крестьянка» (2008—2009), Moulin Rouge (2006—2008), FHM Russia (2007—2008). С 2002 года редактор и арт-директор российской версии журнала DJMag Russia. Публиковался в журнале «Митин журнал».
Мишенин публиковался в изданиях «Птюч», «ОМ», «Музыкальная правда», «Хулиган», «Новый взгляд», «Собака», «Смена», в проектах типа «Лимонки»

 и русского националистического сайта «Спутник и Погром».
Архив текстов Мишенина представлен в интернет-журнале «Перемены». С 2005 года Мишенин начал писать для «Перемен» еженедельный проект о своей жизни, получивший название «Мотобиография». В 2023 году ожидается[кем?] публикация материалов из «Перемен» в книжном формате.
Мишенин — автор «Реаниматора культового кино» — собрания интервью с тремя неформатными режиссёрами 1980-х: Славой Цукерманом, Рашидом Нугмановым и Олегом Тепцовым.

### Кинематограф
Мишенин являлся арт-директором фильма «Игла Remix», сыграл в этом фильме эпизодическую роль телохранителя Спартака.

## Семья
Жена — религиовед и креатор Doping-Pong — Анна Маугли.
Сын — Тимоти Мишенин (назван в честь профессора Тимоти Лири, смерть которого в 1996 году совпала с его рождением).